# Occidenchthonius gardinii
Espèce
Occidenchthonius gardinii est une espèce de pseudoscorpions de la famille des Chthoniidae.

## Distribution
Cette espèce est endémique du Pays valencien en Espagne. Elle se rencontre vers Tibi.

## Description
La femelle holotype mesure 1,21 mm et la femelle paratype 1,43 mm.

## Étymologie
Cette espèce est nommée en l'honneur de Giulio Gardini.

## Publication originale
- Zaragoza, 2017 : Revision of the Ephippiochthonius complex in the Iberian Peninsula, Balearic Islands and Macaronesia, with proposed changes to the status of the Chthonius subgenera (Pseudoscorpiones, Chthoniidae). Zootaxa, no 4246(1), p. 1–221.